# Condado de Alba de Liste
El condado de Alba de Liste es un título nobiliario español creado el 8 de agosto de 1459 por el rey Enrique IV de Castilla en favor de Enrique Enríquez de Mendoza, de la familia Enríquez, como recompensa a sus hazañas guerreras combatiendo a los portugueses y al reino nazarí de Granada. En 1641, el rey Felipe IV le concedió la dignidad de Grandeza de España de primera clase al noveno titular, Luis Enríquez de Guzmán, virrey de Nueva España y del Perú.
La denominación se refiere al castillo de Alba de Aliste, en la localidad de Castillo de Alba, del municipio de Losacino, provincia de Zamora que el primer titular había obtenido el 10 de noviembre de 1441 canjeando Escamilla, de su señorío, con el condestable Álvaro de Luna. Desde marzo de 2021 su titular es Rafael Luis Carrión Martorell, XXIII conde de Alba de Liste.

## Condes de Alba de Liste
|                         | Titular                                                               | Periodo                 |
| Creación por Enrique IV | Creación por Enrique IV                                               | Creación por Enrique IV |
| ----------------------- | --------------------------------------------------------------------- | ----------------------- |
| I                       | Enrique Enríquez de Mendoza                                           | 1459-1480               |
| II                      | Alonso Enríquez de Guzmán                                             | 1480-1502               |
| III                     | Diego Enríquez de Guzmán                                              | 1502-1550               |
| IV                      | Enrique Enríquez de Guzmán                                            | 1550-1562               |
| V                       | Diego Enríquez de Guzmán                                              | 1562-1604               |
| VI                      | Antonio Enríquez de Guzmán                                            | 1604-1610               |
| VII                     | Enrique Enríquez de Guzmán                                            | 1610-1617               |
| VIII                    | Fadrique Enríquez de Guzmán                                           | 1617-1632               |
| IX                      | Luis Enríquez de Guzmán                                               | 1632-1667               |
| X                       | Manuel Enríquez de Guzmán y Córdoba                                   | 1667-1671               |
| XI                      | Francisco Enríquez de Guzmán y Velasco                                | 1671-1691               |
| XII                     | Juan Enríquez de Guzmán y Fernández de Córdoba                        | 1691-1709               |
| XIII                    | Luis Rubí Joaquín Enríquez de Bracamonte                              | 1713-1716               |
| XIII                    | Antonio Francisco Casimiro Alonso-Pimentel Vigil de Quiñones y Zúñiga | 1716-1743               |
| XIV                     | Francisco Alonso Pimentel Vigil de Quiñones Borja y Aragón            | 1743-1763               |
| XV                      | Bernardino Fernández de Velasco y Pimentel                            | 1763-1771               |
| XVI                     | Martín Fernández de Velasco y Pimentel                                | 1771-1776               |
| XVII                    | Diego Fernández de Velasco                                            | 1776-1811               |
| XVIII                   | Bernardino Fernández de Velasco Pacheco y Téllez-Girón                | 1811-1851               |
| XIX                     | Francisco de Borja Téllez-Girón y Fernández de Velasco                | 1858-1897               |
| XX                      | Mariano Téllez-Girón y Fernández de Córdoba                           | 1902-1925               |
| XXI                     | Francisco de Borja Martorell y Téllez-Girón                           | 1931-1936               |
| XXII                    | María de la Concepción Martorell y Castillejo                         | 1951-2017               |
| XXIII                   | Rafael Luis Carrión Martorell                                         | 2021-hoy                |

## Historia de los condes de Alba de Liste
- Enrique Enríquez de Mendoza (c. 1402-30 de octubre de 1480), I conde de Alba de Liste, presidente y gobernador del reino de Galicia.[1][5] Era hijo segundo de Alfonso Enríquez, almirante de Castilla, y de Juana de Mendoza, «la ricahembra de Guadalajara», lo que también lo convertía en bisnieto del rey Alfonso XI.[5]

Casó en 1434, en Sevilla, con su sobrina María Teresa de Guzmán y Figueroa, hija legítima de Enrique de Guzmán, II conde de Niebla, y de Teresa de Orozco. Le sucedió su hijo:
- Alonso Enríquez de Guzmán (Zamora, 1440-18 de diciembre de 1502), II conde de Alba de Liste, señor de Quintana del Marco, Pajares, Bembibre, Castrocalbón y Garrovillas.[7]

Casó con Juana Pérez de Velasco, hija de Pedro Fernández de Velasco y Solier, I conde de Haro, y su esposa Beatriz Manrique de Lara. Le sucedió su nieto, hijo de Enrique Enríquez de Guzmán y su esposa Teresa Enríquez de Luna:
- Diego Enríquez de Guzmán (m. 1550), III conde de Alba de Liste, grande de España de primera clase (merced de 1548).[8]

Casó en primeras nupcias, en 1503, con Leonor Aldonza Álvarez de Toledo y Zúñiga, hija de Fadrique Álvarez de Toledo y Enríquez, II duque de Alba de Tormes, y su esposa Isabel de Zúñiga y Pimentel.
Casó en segundas nupcias con Catalina Álvarez de Toledo y Pimentel (1497-1550), nieta del II duque de Alba de Tormes e hija de Garcí Álvarez de Toledo y Zúñiga, III marqués de Coria, y su esposa Beatriz Pimentel y Pacheco. Le sucedió, de su primer matrimonio, su hijo:
- Enrique Enríquez de Guzmán (m. 1562), IV conde de Alba de Liste y mayordomo mayor de la reina Isabel de Valois.[10][11]

Casó en 1532 con María de Toledo. Le sucedió su hijo:
- Diego Enríquez de Guzmán (m. 2 de agosto de 1604), V conde de Alba de Liste, virrey de Sicilia (1585-1592), consejero de Estado, gentilhombre del rey, comendador de la Orden del Toisón de Oro y mayordomo mayor de la reina Margarita de Austria y la infanta Isabel Clara Eugenia.[10][12]

Casó en 1553 con María de Urrea y Enríquez de Cabrera, hija de Juan Ximénez de Urrea, III conde de Aranda, y su esposa Juana Enríquez de Cabrera. Le sucedió su hermano:
- Antonio Enríquez de Guzmán (m. ¿24 de diciembre de 1610? ¿1611?), VI conde de Alba de Liste, bailío de Lora, comendador de Alcolea y Peñales y del sepulcro de Toro por la Orden de San Juan de Jerusalén, miembro del Consejo de Estado, regidor perpetuo de Zamora y alférez mayor de la misma ciudad, gentilhombre de cámara, cazador mayor de volatería de Felipe II y Felipe III, caballerizo mayor de la reina Margarita Teresa de Austria.[10][14][15]

Fallecido sin descendencia. Le sucedió su primo carnal de sangre:
- Enrique Enríquez de Guzmán(m. 1617), VII conde de Alba de Liste, señor de Garrovillas de Alconétar y Carbajales de Alba, comendador de Las Casas de Córdoba por la Orden de Calatrava y colegial mayor en Salamanca.[16][10]

Casó el 1 de octubre de 1604 con Isabel Messía de Ovando. Le sucedió su hijo:
- Fadrique Enríquez de Guzmán (m. 12 de marzo de 1632), VIII conde de Alba de Liste, comendador de la Orden de Calatrava, alcaide de los alcázares, fortaleza y torres del puente de Zamora.[10][11]

Casó en 1620 con Catalina Fajardo de Requesséns, hija del Luis Fajardo de Requeséns y Zúñiga, IV marqués de los Vélez, y su primera esposa, María Pimentel de Quiñones. Falleció sin descendencia. Le sucedió, por sentencia, un descendiente de Juan Enríquez de Guzmán, cuarto hijo del primer conde:
- Luis Enríquez de Guzmán (1605-12 de marzo de 1667), IX conde de Alba de Liste, II conde de Villaflor, alguacil mayor de Zamora, XXX gobernador y XXIV virrey de Nueva España (1650-1653), XXXIII y XIX virrey del Perú (1655-1661).[19]

Casó con Hipólita de Córdoba y Dietrichstein, Aragón y Cardona, hija de Álvaro Fernández de Córdoba y Aragón y Bazán, caballero de Santiago, y su esposa Hipólita de Dietrichstein y Cardona, descendiente del I duque de Cardona. Le sucedió su hijo:
- Manuel Enríquez de Guzmán y Córdoba (m. 1671), X conde de Alba de Liste, III conde de Villaflor, señor de Garrovillas de Alconétar etc., comendador de Cabeza del Buey (Badajoz) por la Orden de Alcántara y alcaide perpetuo de los alcázares reales y las torres de Zamora.[19][21]

Casó el 4 de octubre de 1651 con Andrea de Velasco Tovar y Guzmán (m. 1685), hija de Bernardino Fernández de Velasco Tovar y Fernández de Córdoba, VI duque de Frías, y su primera esposa Isabel María de Guzmán. Le sucedió su hijo:
- Francisco Enríquez de Guzmán y Velasco (m. 14 de junio de 1691), XI conde de Alba de Liste, IV conde de Villaflor, comendador de Cabeza del Buey y caballero cofrade de San Ildefonso de Zamora.[19][23]

Casó en Madrid (San Ginés) el 12 de marzo de 1678 con Isabel Josefa de Borja (n. Cagliari - m. 1729), hija de Francisco Carlos de Borja-Centelles y Doria-Colonna, IX duque de Gandía, y de su esposa María Ponce de León y de Aragón. Fallecido sin descendencia. Le sucedió:
- Juan Enríquez de Guzmán y Fernández de Córdoba (m. 12 de enero de 1709), XII conde de Alba de Liste, V conde de Villaflor, mayordomo y caballerizo mayor de la reina Mariana de Neoburgo.[19]

Casó en primeras nupcias con su sobrina Isabel de Guzmán y Velasco, en segundas nupcias (1690) con Vicenta Jacinta María Téllez-Girón y en terceras con Isabel Josefa de Borja y Aragón, viuda de su sobrino, el XI conde de Alba de Liste. Se le reconoció el derecho a suceder en esta casa por sentencia de tenuta de 1713, cuando ya había fallecido, a:
- Luis Rubí Joaquín Enríquez de Bracamonte (Madrid, 16 de septiembre de 1684-25 de octubre de 1712), XIII conde de Alba de Liste, VI conde de Villaflor, III marqués de Fuente del Sol, V conde de Torres Vedras, señor de Cespedosa.[19]

Casó con María Pimentel y Zúñiga, dama de la reina María Luisa de Saboya. Le sucedió por sentencia de tenuta de 1716:
- Antonio Francisco Casimiro Alonso-Pimentel Vigil de Quiñones y Zúñiga (m. 1743), XIII conde de Alba de Liste, XIII conde y X duque de Benavente, VI marqués de Jabalquinto, VII marqués de Villarreal de Purullena, XV conde de Mayorga, XIII conde de Luna, VI conde de Villaflor, merino mayor de León y Asturias, alcaide mayor de Soria, gentilhombre de cámara del rey Carlos II.[26][27]

Casó en primeras nupcias el 10 de julio de 1695, en Gandía, con María Ignacia de Borja y Aragón, hija de Pascual de Borja y Centellas, X duque de Gandía, VII marqués de Lombay, XI conde de Oliva.
Casó en segundas nupcias, en 1715, con Marie Philippe de Hornes (m. 1725), hija del vizconde de Furnes. Sin descendientes. Le sucedió, de su primer matrimonio, su hijo:
- Francisco Alonso Pimentel Vigil de Quiñones Borja y Aragón (1707-9 de febrero de 1763), XIV conde de Alba de Liste, XIV conde y XI duque de Benavente, X duque de Medina de Rioseco, XIII duque de Gandía, VII marqués de Jabalquinto, VIII marqués de Villarreal de Purullena, VII conde de Villaflor, XI marqués de Lombay, XV conde de Luna, XVII conde de Mayorga, XII conde de Melgar, XIII conde de Oliva, II duque de Arión, merino mayor de León y de Asturias, comendador de Corral de Almaguer por la Orden de Santiago, capitán principal de una de las compañías de las guardias de Castilla, alcaide perpetuo de los alcázares de Soria y Zamora, alférez mayor, alguacil mayor, alcalde y escribano mayor de sacas de Zamora, caballero de la Orden de San Jenaro y gentilhombre de cámara del rey con ejercicio.[26][29]

Casó en primeras nupcias el 6 de mayo de 1731 con Francisca de Benavides y de la Cueva, hija de Manuel de Benavides y Aragón, V marqués de Solera, X conde y I duque de Santisteban del Puerto, X marqués de las Navas, X conde del Risco, XIII conde de Cocentaina, y de Catalina de la Cueva, condesa de Castellar.
Casó en segundas nupcias el 20 de julio de 1738 con María Faustina Téllez-Girón y Pérez de Guzmán, hija de José María Téllez-Girón y Benavides, VII duque de Osuna, conde de Pinto etc., y de Francisca Pérez de Guzmán, hija del XII duque de Medina Sidonia. Le sucedió:
- Bernardino Fernández de Velasco y Pimentel (m. 1771), XV conde de Alba de Liste, XI duque de Frías, XV conde de Haro, VII conde de Peñaranda de Bracamonte, X conde de Salazar de Velasco, IV vizconde de Sauquillo, XVII conde de Luna, IV marqués de Cilleruelo.[32]

Casó en 1728 con María Josefa Pacheco y Téllez Girón (1707-1786), hija de Manuel Gaspar Alonso Pacheco Téllez-Girón y Sandoval, V duque de Uceda, y su esposa Josefa Antonia María Álvarez de Toledo-Portugal y Pacheco. Le sucedió su hermano:
- Martín Fernández de Velasco y Pimentel (1729-17 de marzo de 1776), XVI conde de Alba de Liste, XII duque de Frías, XVI conde de Haro, V marqués del Fresno, IV duque de Arión, XI conde de Salazar de Velasco, V marqués de Cilleruelo, grande de España.[32]

Casó con Isabel María Spinola y Spínola (m. 1801), XVI condesa de Siruela, V duquesa de San Pedro de Galatino, grande de España. Le sucedió su sobrino nieto:
- Diego Fernández de Velasco (Madrid, 8 de noviembre de 1754-París, 11 de febrero de 1811), XVII conde de Alba de Liste, VIII duque de Uceda, XIII duque de Frías, XIII duque de Escalona, X marqués de Frómista, VIII marqués de Belmonte, VIII marqués de Caracena, XIII marqués de Berlanga, IX marqués de Toral, VI marqués de Cilleruelo, XII marqués de Jarandilla, XIII marqués de Villena, VIII conde de Pinto, VII marqués del Fresno, X marqués de Frechilla y Villarramiel, X marqués del Villar de Grajanejos, XVII conde de Haro, XVII conde de Castilnovo, XIX conde de Luna, VII conde de la Puebla de Montalbán, IX conde de Peñaranda de Bracamonte, XV conde de Fuensalida, IX conde de Colmenar de Oreja, XV conde de Oropesa, XIV conde de Alcaudete, XIV conde de Deleytosa, XII conde de Salazar de Velasco, caballero de la Orden del Toisón de Oro y de la Orden de Santiago.[32]

Casó el 17 de julio de 1780, en Madrid, con Francisca de Paula de Benavides y Fernández de Córdoba (1757-1827), hija de Antonio de Benavides y de la Cueva, II duque de Santisteban del Puerto etc. Le sucedió su hijo:
- Bernardino Fernández de Velasco Pacheco y Téllez-Girón (20 de junio de 1783-28 de mayo de 1851), XVIII conde de Alba de Liste, IX duque de Uceda, XIV duque de Frías, XIV duque de Escalona, IX marqués de Belmonte, XI marqués de Frómista, IX marqués de Caracena, XIV marqués de Berlanga, X marqués de Toral, XIV marqués de Villena, IX conde de Pinto, VIII marqués del Fresno, XIII marqués de Jarandilla, XI marqués de Frechilla y Villarramiel, XI marqués del Villar de Grajanejos, XVIII conde de Haro, XVIII conde de Castilnovo, XIII conde de Salazar de Velasco, XX conde de Luna, VIII conde de la Puebla de Montalbán, X conde de Peñaranda de Bracamonte, XVI conde de Fuensalida, X conde de Colmenar de Oreja, XVI conde de Oropesa, XV conde de Alcaudete, XV conde de Deleytosa, caballero del Toisón de Oro y de la Orden de Calatrava, embajador en Londres, consejero de Estado durante el Trienio Liberal (1820-1823), enviado a París en 1834 como representante especial en la negociación y firma de la Cuádruple Alianza, presidente del gobierno (1838).[34]

Casó en primeras nupcias en 1802 con María Ana Teresa de Silva Bazán y Waldstein (m. 1805), hija de José Joaquín de Silva Bazán y Sarmiento, IX marqués de Santa Cruz, X marqués del Viso, VII y último marqués de Bayona, VI marqués de Arcicóllar, conde de Montauto, y conde de Pie de Concha. Sin descendientes de este matrimonio.
Casó en segundas nupcias con María de la Piedad Roca de Togores y Valcárcel (1787-1830), hija de Juan Nepomuceno Roca de Togores y Scorcia, I conde de Pinohermoso, XIII barón de Riudoms.
Casó en terceras nupcias (matrimonio desigual, post festam, legitimando la unión de hecho) con Ana Jaspe y Macías (m. 1863).
El 10 de julio de 1852 el título condal recayó en el hijo de su tercer matrimonio, José María Bernardino, pero una sentencia judicial lo desposeyó del mismo en favor de su sobrino Francisco, hijo de Bernardina Fernández de Velasco y Roca de Togores y su esposo Tirso María Téllez-Girón y Fernández de Santillán, el cual sucedió por carta del 21 de julio de 1858:
- Francisco de Borja Téllez-Girón y Fernández de Velasco (Madrid, 10 de octubre de 1839-8 de julio de 1897), XIX conde de Alba de Liste, XV duque de Escalona, IX conde de la Puebla de Montalbán, XV marqués de Villena, XI duque de Uceda, XI marqués de Belmonte, XI conde de Pinto, doctor en derecho, senador del reino por derecho propio, caballero de la Orden de Santiago, Gran Cruz de Carlos III, gentilhombre de cámara de Isabel II, Alfonso XII y de la reina regente de España.[39]

Casó el 15 de octubre de 1867, en Madrid, con Ángela María de Constantinopla Fernández de Córdoba y Pérez de Barradas. El 27 de agosto de 1902 le sucedió su hijo:
- Mariano Téllez-Girón y Fernández de Córdoba (Madrid, 9 de septiembre de 1887-San Sebastián, 3 de octubre de 1925), XX conde de Alba de Liste, XVI duque de Escalona, XVII marqués de Villena, XIII duque de Uceda, XIX conde de Ureña, XV duque de Osuna.[40]

Casó el 10 de noviembre de 1921, en Sevilla, con Petra Duque de Estrada y Moreno (1900-1985). El 29 de enero de 1931 le sucedió su sobrino:
- Francisco de Borja Martorell y Téllez-Girón (17 de junio de 1898-17/29 de noviembre de 1936), XXI conde de Alba de Liste, XVII duque de Escalona, VII duque de Almenara Alta, VII marqués de Albranca, X marqués de Paredes, XVIII marqués de Villena, IX marqués de Villel, XV marqués de la Lapilla.[41]

Casó con María de los Dolores Castillejo y Wall. El 14 de diciembre de 1951 le sucedió su hija:
- María de la Concepción Martorell y Castillejo (Madrid, 20 de enero de 1926-2 de junio de 2017), XXII condesa de Alba de Liste.[42]

Casó el 21 de junio de 1951 con Luis Augusto Viñamata y Emmanueli (1915-1981). El 15 de marzo de 2021, previa orden del 18 de noviembre de 2020 para que se expida la correspondiente carta de sucesión (BOE del día 26), le sucedió su nieto:
- Rafael Luis Carrión Martorell (n. Puerto Rico, abril de 1992), XXIII conde de Alba de Liste.[42]